# Sarcophaga gambiensis
Sarcophaga gambiensis är en tvåvingeart som beskrevs av Zumpt 1972. Sarcophaga gambiensis ingår i släktet Sarcophaga och familjen köttflugor. Inga underarter finns listade i Catalogue of Life.